# Beijos de dona Dondon
Beijos de dona Dondon é um doce feito nas casas-grandes dos engenhos de açúcar pelas escravas africanas com receitas das sinhás, guardadas como segredo de família: "Os dois começos de realizações culturais de lusos em terras brasileiras", diz o sociólogo Gilberto Freyre.
À doçaria de engenho de influência portuguesa - que por sua vez tem influência moura e árabe, e que incorporou os valores ameríndios e africanos - se uniram os produtos autóctones, como a mandioca, o caju e a castanha. Ingredientes vieram, então, acrescentar-se a esse "cruzamento cultural": a canela do Oriente; a noz-moscada; e o cravo da Índia.

## Origem

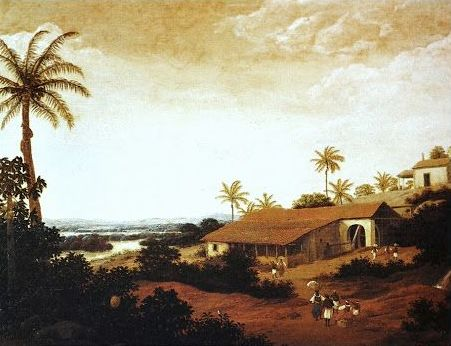
Um engenho de cana-de-açúcar em Pernambuco colonial, pelo pintor neerlandês Frans Post (século XVII).

Em meio século da introdução da cana-de-açúcar no Brasil, Pernambuco já abrigava o que viria a ser a "doçaria dos engenhos": com origem nas casas-grandes do Nordeste, tomava nomes de famílias ou de engenhos, como Souza Leão, Guararapes, tia Sinhá, Fonseca Ramos ou suspiros do "Noruega". Mas tudo condicionado pela realidade tremenda da escravidão. Sem a escravidão não se explica o desenvolvimento, no Brasil, de uma "arte de doce".